# The Davis Sisters
The Davis Sisters est un groupe américain de gospel originaire de Philadelphie.

## Histoire du groupe
Le groupe a été fondé en 1947 par Betty Jack Davis, Skeeter Davis et Georgia Davis. Leur plus grand tube est "I Forgot More Than You'll Ever Know" (1953).

## Discographie
- 1955 : Twelve Gates to te City
- 1957 : Shine on Me
- 1957 : He That Believeth
- 1958 : Plant My Feet on Higher Ground
- 1959 : Jesus Gave Me Water
- 1962 : Earnestly Praying
- 1962 : Somewhere in Glory
- 1964 : Authentic Southern Style Gospel
- 1967 : In My Room
- 1967 : They Wait Upon the Lord
- 1973 : Jesus, Lover of My Soul
- 1977 : Ruth Davis Memorial Album
- 1981 : The Storm Is Passing Over